# توروا، استونیا
توروا، استونیا (به لاتین: Turva, Estonia) یک روستا در استونی است که در دهستان ویلیاندی واقع شده‌است.

## خصوصیات
توروا ۲۸ نفر جمعیت دارد.